# Спидскейтинг

Киевский Роллер-марафон-2007

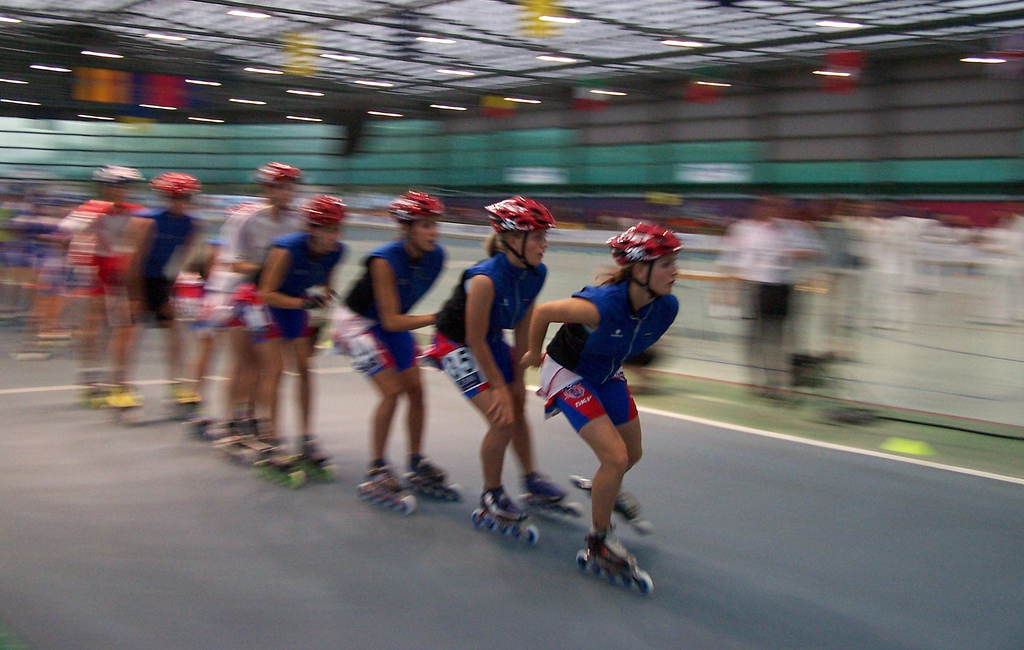
Спортсмены разогреваются перед гонкой.

Спидске́йтинг (англ. Inline Speed skating, скоростное катание на роликовых коньках) — вид роллер-спорта, в котором необходимо как можно быстрее преодолевать дистанцию на треке или на шоссе с использованием роликовых коньков.
Хотя этот вид спорта считается летним, он очень похож на конькобежный спорт, так что многие спортсмены-конькобежцы по окончании зимнего сезона переходят на роликовые коньки, а с наступлением нового сезона возвращаются обратно.

## Спортивное оборудование
В спидскейтинге используются специальные беговые роликовые коньки. Ботинок конька обычно лёгкий, невысокий и плотно облегающий ногу. Это позволяет точно передавать усилие и при отталкивании и задействовать мышцы голеностопа.
Ходовая часть каждого бегового конька — по три-четыре колеса диаметром от 80 мм до 125 мм.

## Правила соревнований
Соревнования высокого международного уровня включают несколько дисциплин на короткой (200 м, 300 м, 500 м), средней (1000 м, 1500 м) и длинной дистанциях (5000 м и больше) на треке и на шоссе. Зачет производится согласно положению соревнований.
Старт на роликах даётся аналогично старту на коньках. Техника бега на роликах очень сильно напоминает технику бега на коньках, однако имеются некоторые особенности:
- бег на роликах предусматривает трение «качения», а не трение «скольжения».
- управление роликовым коньком гораздо выше, чем коньком в конькобежном беге.
- соревнования проводятся в гораздо более комфортных условиях.

В многолетнем плане этот вид спорта полностью подчиняется требованиям, которые описаны для теории и методики спорта высших достижений — есть пять возрастных периодов (с начального возраста в 10 лет):
- начальной подготовки;
- базовой подготовки;
- этап специализированной подготовки;
- этап достижения индивидуальных возможностей спортсмена (20 лет);
- этап сохранения высших достижений.